# Dearborn megye
Dearborn megye az Amerikai Egyesült Államokban, azon belül Indiana államban található. Megyeszékhelye és legnagyobb városa Lawrenceburg. Lakosainak száma 50 679 fő (2020. április 1.). Dearborn megye Franklin, Butler, Hamilton, Boone, Ohio és Ripley megyékkel határos.

## Népesség
A megye népességének változása:
| Lakosok száma | 50 095 | 50 077 | 49 866 | 49 904 | 49 455 | 50 679 |
|               | 2010   | 2011   | 2012   | 2013   | 2015   | 2020   |